# Artur Pătraș
Artur Pătraș (n. 1 octombrie 1988) este un fotbalist din Republica Moldova care evoluează la clubul Milsami Orhei pe postul de mijlocaș.